# Sonic Nurse
Sonic Nurse è un album della band statunitense dei Sonic Youth, pubblicato nel 2004.

## Descrizione
Alla formazione storica continua ad associarsi Jim O'Rourke e, a differenza dei due album precedenti, questo ha una durata superiore all'ora con molti brani caratterizzati da lunghe parti strumentali.
La copertina è un'opera della serie Nurse paintings dell'artista contemporaneo statunitense Richard Prince.
Durante il tour giapponese per la promozione dell'album precedente, nel febbraio 2003 vennero presentate due nuove composizioni, "1234" e "Mariah Carey & the Arthur Doyle Hand Cream" che sarebbero poi stati registrati per il nuovo album; seguì il 16 giugno un'altra nuova canzone, "Peace Attack", e, a novembre, durante un concerto a Easthampton, altri tre nuovi brani ("City Grass", poi "Stones"; "Maaco", poi rinominati "Dripping Dream" e "Unmade Bed", poi "Unmade Bed"). Altri quattro brani del nuovo album vennero suonati per la prima volta in una festa privata di per Christian Dior il 10 marzo 2004: "New Hampshire" "I Love You Golden Blue" "Paper Cup Exit" e "Pattern Recognition"; un altro brano inedito, "Dude Ranch Nurse", venne presentato in anteprima una settimana dopo in un concerto in Texas. L'album venne registrato e mixato all'Echo Canyon e pubblicato a giugno.

## Formazione
- Thurston Moore - chitarra e voce
- Lee Ranaldo - chitarra, voce e organo
- Kim Gordon - basso, chitarra e voce
- Steve Shelley - batteria
- Jim O'Rourke - basso, chitarra e sintetizzatore

## Tracce
1. Pattern Recognition – 6:33
2. Unmade Bed – 3:53
3. Dripping Dream – 7:46
4. Kim Gordon and the Arthur Doyle Hand Creme – 4:51
5. Stones – 7:08
6. Dude Ranch Nurse – 5:44
7. New Hampshire – 5:12
8. Paper Cup Exit – 5:57
9. I Love You Golden Blue – 7:03
10. Peace Attack – 6:12
11. Kim Chords (UK bonus track) – 5:59